# História da Eurásia

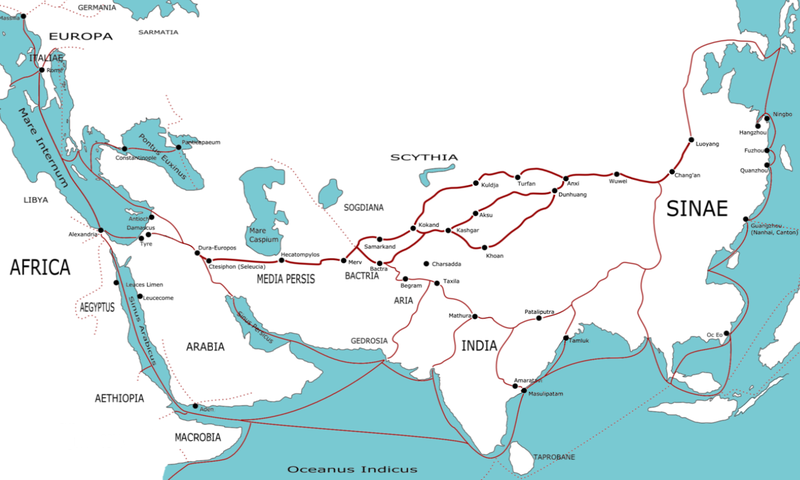
Até o momento do Império Romano, a Rota da Seda foi firmemente estabelecida.

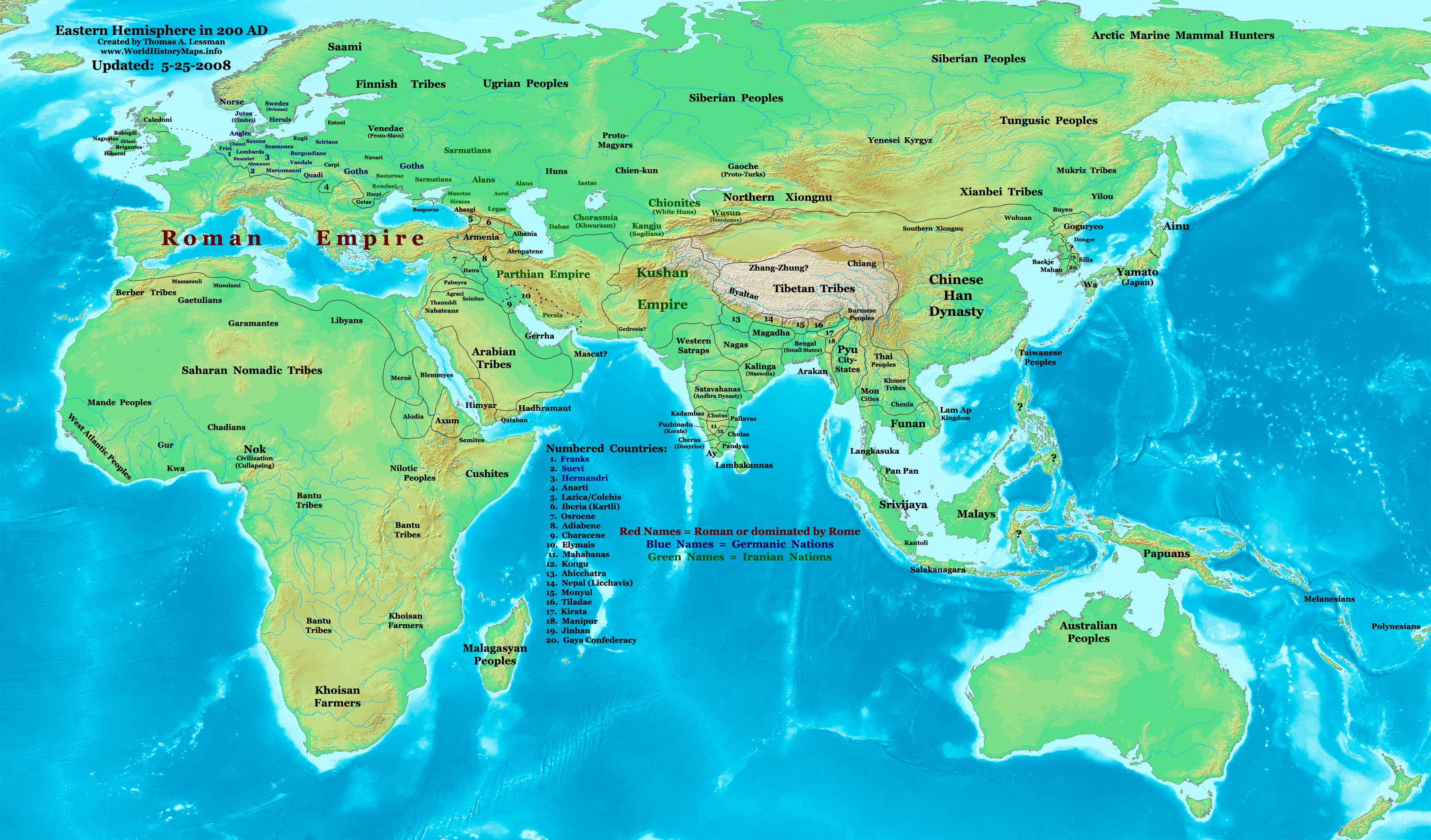
Eurásia volta de

A história da Eurásia é a história coletiva de uma área continental, com várias regiões costeiras periféricas distintas: o Oriente Médio, Sul da Ásia, Ásia Oriental, Sudeste Asiático e Europa, ligado a massa interior da estepe eurasiana da Ásia Central e Europa Oriental. Embora geograficamente em um continente separado, o norte da África, historicamente, tem sido integrado na história da Eurásia. Talvez começando com o início do comércio da Rota da Seda, o ponto de vista da história da Eurásia procura estabelecer vínculos genéticos, culturais e linguísticos entre culturas europeias, africana e asiática da Antiguidade. De fato, muito interesse nesta área encontra-se com a origem presumida de falantes da língua protoindo-europeu e o carro de guerra na Eurásia Central.